# Eduard Hamedl
Eduard Hamedl (* 30. Oktober 1951) ist ein österreichischer Politiker (ÖVP) und Polizeibeamter. Hamedl war von 2000 bis 2015 Abgeordneter zum Steiermärkischen Landtag.

## Ausbildung und Beruf
Nach der Volks- und Hauptschule in Güssing besuchte Hamedl eine landwirtschaftliche Fachschule und leistete zwischen 1970 und 1971 seinen Präsenzdienst als Kraftfahrer in Kaisersteinbruch und der Maria-Theresien-Kaserne ab. Er trat 1971 in den Dienst der Polizei und absolvierte eine zweijährige Ausbildung zum Polizisten in Wien sowie in der Folge eine einjährige Polizeiausbildung für dienstführende Sicherheitswachebeamte. Zudem holte er die B-Matura nach und besuchte Kurse für die Ausbildung im Bereich „Spezialgruppe bei Schwerkriminalität“ sowie Debriefing und psychologische Ausbildungseinheiten. Hamedl ist Mitglied einer Spezialgruppe für Verhandlungen bei Geiselnahmen und Selbstmordandrohungen sowie Erpressungen und Entführungen und war bei den Katastrophen in Lassing und Kaprun eingesetzt.
Seit 2010 ist er auch Lebens- und Sozialberater.

## Politik
Hamedl arbeitete in der Kameradschaft der Exekutive mit und war Mitglied im Dienststellenausschuss. Er wurde 2000 in den Steiermärkischen Landtag gewählt. Seine politischen Schwerpunkte liegen nach eigenen Angaben in den Bereichen Einsatzorganisationen, Sicherheit Stadt und Land, Drogenpolitik sowie Jugend und Familie. Er war während seiner Zeit im Landtag Sicherheitssprecher des ÖVP-Landtagsklubs.
Weitere Funktionen: Bezirksparteiobmannstellvertreter in Graz-Andritz, Vizepräsident des Zivilschutzverbandes Steiermark
Stiftungsrat bei WEIL, Obmann des Vereines „Männernotruf Steiermark“ und Obmannstellvertreter des Vereines „Sicher Graz“.

## Radsport
Hamedl war Radsportler und ist aktuell (Stand Juni 2015) Präsident des Steirischen Landesradsportverbands.

## Auszeichnungen
- 2023: Josef-Krainer-Heimatpreis[3]